# Burgruine Schenkenberg (Aargau)

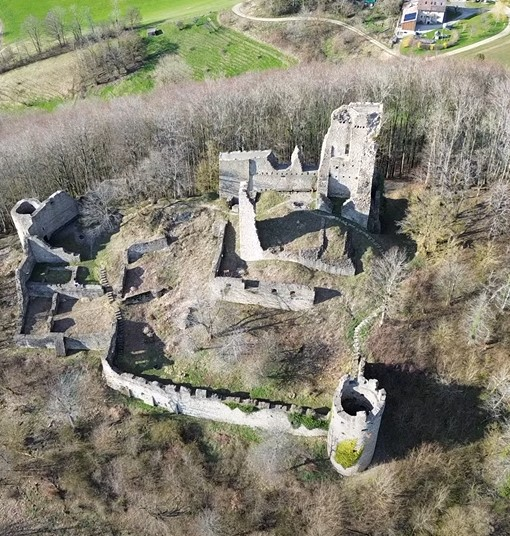
Ruine Schenkenberg aus der Luft

Schenkenberg ist die Ruine einer Höhenburg oberhalb von Thalheim im Schweizer Kanton Aargau. Sie wurde im 13. Jahrhundert im Auftrag der Habsburger errichtet, war während 260 Jahren Verwaltungssitz der Landvogtei Schenkenberg der Stadt Bern und verfiel im 18. Jahrhundert zu einer Ruine.

## Lage

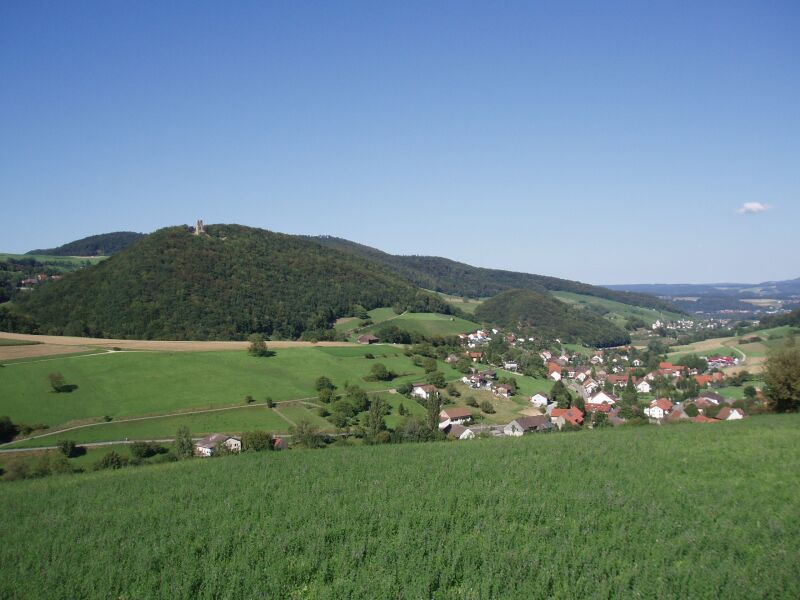
Ruine Schenkenberg oberhalb von Thalheim

Die Burg befindet sich auf dem gleichnamigen, 631 Meter hohen Berg im Faltenjura, rund 200 Meter über dem fünf Kilometer langen Schenkenbergertal.

## Geschichte

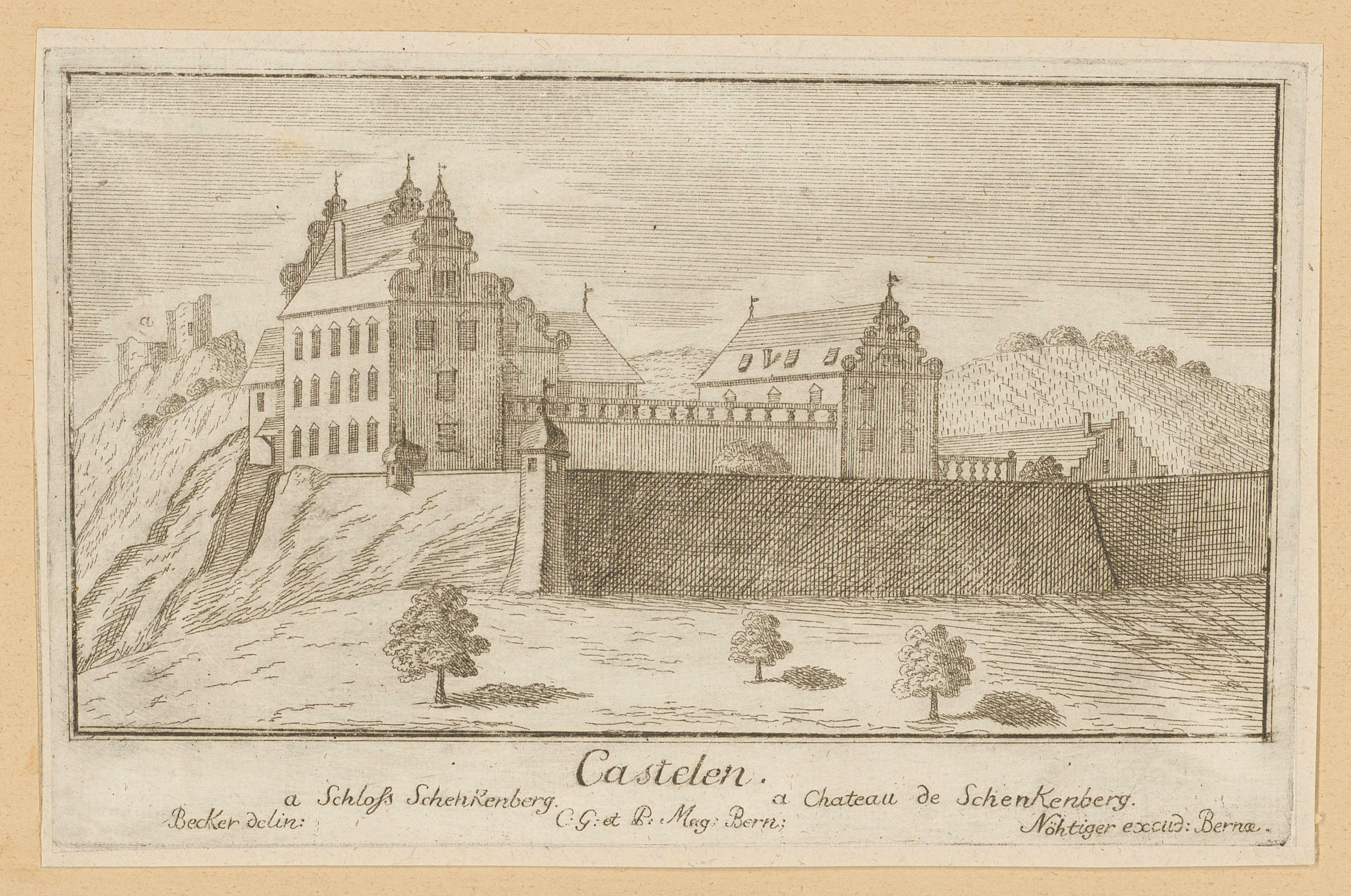
Ruine Schenkenberg im Hintergrund am linken Bildrand auf einem Kupferstich des Schlosses Kasteln von Johann Ludwig Nöthiger, ca. 1741

Erbaut wurde die Burg wahrscheinlich zu Beginn des 13. Jahrhunderts im Auftrag der Habsburger, die damit ihre Kerngebiete um ihren Stammsitz und die Stadt Brugg absichern wollten. Die erste urkundliche Erwähnung der Burg erfolgte im Jahr 1243, als ein H. de Schenkenberc zusammen mit den Grafen Rudolf und Hartmann von Habsburg genannt wird. Schlossherren waren damals die Schenken von Schenkenberg, Dienstherren der Habsburger. 1282 war Albrecht von Löwenstein-Schenkenberg, ältester Sohn Rudolfs I. von Habsburg, Herr auf der Burg(->Wappentafel von Meinrad Keller). Der Besitz der Burg wechselte in der Folge zwischen mehreren Dienstherren der Habsburger (Hinweis: Die Wappentafel von Meinrad Keller weist Albrecht von Löwenstein-Schenkenberg als ersten Besitzer der Burg aus; das Wappen zeigt einen aufsteigenden Adler über einem Dreiberg).
Nach der verlorenen Schlacht bei Sempach waren die Habsburger in Geldnöte geraten und mussten die Burg verpfänden. 1415 fielen die Habsburger bei König Sigismund in Ungnade, woraufhin die Eidgenossen den Aargau eroberten. Das Gebiet links der Aare, darunter auch das Schenkenbergertal, blieb jedoch vorerst unangetastet. 1417 stellte König Sigismund die Burg unter seinen direkten Schutz. Die damalige Schlossbesitzerin Margaretha von Fridingen verkaufte 1431 das Schloss und die damit verbundenen Rechte an Freiherr Thüring von Aarburg.
Die Herrschaft Schenkenberg erstreckte sich über einen Grossteil des heutigen Bezirks Brugg. 1451 geriet Thüring in finanzielle Probleme und verkaufte die Herrschaft an seinen Schwiegersohn Hans von Baldegg und dessen Bruder Markwart. Die Baldegger, die 1386 auf Seiten der Habsburger gekämpft hatten, verbündeten sich demonstrativ mit Österreich und zogen damit den Zorn der Eidgenossen auf sich. Immer häufiger kam es zu Streitigkeiten mit den Bürgern der Stadt Brugg, die Berner Untertanen waren. 1460 hatte Bern schliesslich genug von den ständigen Provokationen, besetzte die Herrschaft und verjagte die Baldegger. Die bei den Kampfhandlungen beschädigte Burg wurde umgehend wieder instand gesetzt. Die Herrschaft Schenkenberg wurde eine Landvogtei im Berner Aargau und die Burg Sitz des bernischen Landvogts. Mehrmals versuchten die Baldegger, ihren Besitz auf diplomatischem und juristischem Weg zurückzugewinnen, beispielsweise im Schwabenkrieg von 1499, aber stets erfolglos. Hans von Baldegg, der letzte seiner Linie, starb um 1510 an der Pest.
Die Burg Schenkenberg lag in der nordöstlichen Ecke des Berner Herrschaftsbereichs unweit der Grenze zu Vorderösterreich. Aufgrund dieser strategisch wichtigen Lage befestigte Bern die Burg stark, sparte allerdings beim Unterhalt. Im frühen 18. Jahrhundert war die Burg derart baufällig geworden, dass der Landvogt und seine Familie um ihr Leben fürchten mussten, weil regelmässig Mauerteile abbröckelten. Schliesslich beschloss der Rat der Stadt Bern, die Burg aufzugeben und der Landvogt zog 1720 ins nahe gelegene Schloss Wildenstein bei Veltheim.
Die Burg verfiel immer mehr und wurde eine Zeitlang von den Bauern der Umgebung als Steinbruch genutzt. 1798 gelangte sie in den Besitz des neu geschaffenen Kantons Aargau, dem Rechtsnachfolger der Stadt Bern. 1837 wurde die Burg von einem dubiosen «Herrn von Schenkenberg» gekauft, der allerdings kurz darauf spurlos verschwand. Die Burg blieb mehrere Jahrzehnte praktisch herrenlos. Als ein Sturm 1917 die Ostwand zum Einsturz brachte, kam Bewegung in die Angelegenheit. Da man sie in der Folge als herrenloses Vermögen deklarierte, kam es im Mai 1918 zur Versteigerung. Dabei wurde sie für den symbolischen Betrag von 50 Franken an die Aargauische Vereinigung für Heimatschutz versteigert, die in der Folge mehrmals umfangreiche Sicherungs- und Konservierungsarbeiten durchführte. Heute steht die Ruine unter Denkmalschutz und ist als Baudenkmal von nationaler Bedeutung eingestuft.

## Anlage
Die Anlage entstand in mehreren Etappen. Zu dieser Erkenntnis gelangte man vor allem während der Sanierung im Jahr 2003, bei der auch eine archäologische Bauuntersuchung gemacht wurde. Auf Ausgrabungen wurde allerdings verzichtet. Aus diesem Grund handelt es sich bei den Jahresangaben um Schätzungen. Viele Zeitangaben bleiben vage, weil sie nicht bestätigt werden können. Auch kann nur die Abfolge einzelner Bauetappen an einem Bauwerk klar bestimmt werden, in der Regel aber nicht die zeitliche Einordnung der verschiedenen Gebäude zueinander. Es wird angenommen, dass zuerst der Hauptturm (vermutlich ein Bergfried), danach die Kernburg und zuletzt die Unterburg erbaut wurde.
Auf dem höchsten Punkt liegt der Hauptturm. Er wird von der sogenannte Kernburg umgeben, der Turm bildet deren nordöstliche Ecke. Westlich der Kernburg befinden sich die Unterburg mit den Ökonomiegebäuden sowie die Toranlage. Südwestlich der Unterburg und südlich der Kernburg befindet sich der Burggarten mit dem Geissturm in dessen südöstlichen Ecke; dieser bildet die tiefstgelegene Stelle der Burg. Der westliche Abschluss der Burg ist der Pulverturm.
Westlich neben dem Hauptturm befindet sich die Schildmauer mit einem (Halb-)Rundturm als Abschluss. An deren Südseite der Schildmauer war der Palas angebaut, wobei dieser nicht bis zum Rundturm reichte, sondern dazwischen noch ein Treppenturm an die Schildmauer angebaut war. Ein Streichwehr schützte die östliche Seite des Palas. Die Unterburg war mit der Kernburg über eine Treppe verbunden, die südlich des westlichen Gratsporns hinauf führte. Östlich des Hauptturms, getrennt durch einen Halsgraben, befindet sich ein Vorwerk.
Als ältester Teil der Burg gilt der Hauptturm, da alle anstossenden Gebäudeteile nachträglich entstanden sind. Der Turm wurde zweimal erhöht und zusätzlich zweimal im oberen Abschluss abgeändert, indem man einen Zinnenabschluss und später eine Artillerieplattform einbaute. Einzelne Balken aus der zweiten Aufhöhung konnten mit einem Fälldatum zwischen 1226 und 1233 datiert werden. Damit kann allerdings nicht die Erhöhung datiert werden, da durchaus alte Balken verwendet worden sein könnten. Dadurch wird jedoch die erste schriftliche Überlieferung von 1243 bestätigt. Sollten hier frische Balken eingesetzt worden sein, was wegen der fehlenden Grabungsergebnisse nicht bestätigt werden kann, müsste die Erbauung schon im 12. Jahrhundert erfolgt sein.
Der Geissturm wurde erst um 1500 erbaut und nachträglich einmal erhöht. Bei der Aufhöhung der östlichen Umfassungsmauer 1622/23 erhielt er im obersten Stockwerk einen Hocheingang auf den Wehrgang dieser Mauer.